# Staro Štefanje
Staro Štefanje is een plaats in de gemeente Štefanje in de Kroatische provincie Bjelovar-Bilogora. De plaats telt 212 inwoners (2001).